# Indonezja na Letnich Igrzyskach Olimpijskich 1960
Indonezję na Letnich Igrzyskach Olimpijskich 1960 reprezentowało 22 zawodników (20 mężczyzn, 2 kobiety). Reprezentanci Indonezji nie zdobyli żadnego medalu na tych igrzyskach.

## Skład kadry

### Boks
Mężczyźni
- Salek Mahju - waga musza - 17. miejsce
- Oei Hok Tiang - waga kogucia - 17. miejsce
- Johnny Bolang - waga lekka - 33. miejsce

### Kolarstwo
Mężczyźni
- Hendrik Brocks - wyścig indywidualny ze startem wspólnym - nie ukończył
- Rusli Hamsjin - wyścig indywidualny ze startem wspólnym - nie ukończył
- Theo Polhaupessy - wyścig indywidualny ze startem wspólnym - nie ukończył
- Sanusi - wyścig indywidualny ze startem wspólnym - nie ukończył
- Hendrik Brocks, Rusli Hamsjin, Theo Polhaupessy, Sanusi - wyścig drużynowy 100 km - 26. miejsce

### Lekkoatletyka
Mężczyźni
- Jalal Gozal - 100 metrów - odpadł w eliminacjach

### Pływanie
Mężczyźni
- Achmad Dimyati - 100 metrów st. dowolnym - odpadł w eliminacjach
- Zakaria Nasution

400 metrów st. dowolnym - odpadł w eliminacjach
1500 metrów st. dowolnym - odpadł w eliminacjach

### Podnoszenie ciężarów
Mężczyźni
- Tan Tjoe Gwat - waga kogucia - 17. miejsce
- Asber Nasution - waga piórkowa - niesklasyfikowany

### Strzelectwo
Mężczyźni
- Sanusi Tjokroadiredjo - pistolet 50 m - 57. miejsce

### Szermierka
Mężczyźni
- Andreas Soeratman - szabla - odpadł w eliminacjach
- Jushar Haschja - szpada - odpadł w eliminacjach

Kobiety
- Sioe Gouw Pau - floret - odpadła w eliminacjach
- Zuus Undapp - floret - odpadła w eliminacjach

### Żeglarstwo
Mężczyźni
- Ashari Danudirdjo, Josef Muskita, Eri Sudewo - Klasa Dragon 26. miejsce
- Lie Eng Soei, Leopold Kalesaran - Klasa Latający Holender - 28. miejsce